# 青森県道259号久栗坂造道線
青森県道259号久栗坂造道線（あおもりけんどう259ごう くぐりざかつくりみちせん）は、青森県青森市を通る一般県道である。

## 概要
青森市久栗坂の久栗坂交差点で国道4号から分岐し、青い森鉄道に並行しながら陸奥湾に沿って南西または西方向に進み、野内・原別・八重田を経て、青森市合浦2丁目の合浦公園付近で再び国道4号に合流する。全線において青森東バイパスが開通するまでは国道4号であった区間である。
造道交差点から合浦交差点（終点）の区間は東（起点方向）行きの一方通行となっており、終点方向へは造道交差点で左折し、岡造道交差点で国道4号に流入する。
毎年9月第一日曜日に行われる青森県民駅伝のルートの一部となっている。

### 路線データ
- 起点 : 青森市大字久栗坂[1]（国道4号交点）
- 終点 : 青森市大字造道[1]（国道4号交点）

## 歴史
- 1978年（昭和53年）9月30日 - 青森県が県道に認定する[1]。

## 地理

### 交差する路線
- 国道4号（国道45号重複）（青森市大字久栗坂、起点）
- 青森県道44号青森環状野内線（青森市大字野内）
- 青森県道123号清水川滝沢野内線（青森市大字野内）
- 国道4号（国道45号重複）（青森市大字造道、終点）

### 沿線の施設など
- 青森市役所野内支所
- 久栗坂郵便局
- 野内郵便局
- 青森市立野内小学校
- 青い森鉄道線 野内駅
- 八重田浄化センター
- 青森市立造道小学校